# Uslowaja
Uslowaja (russisch Узлова́я) ist eine Stadt mit 55.282 Einwohnern (Stand 14. Oktober 2010) in der Oblast Tula in Russland. Sie ist Verwaltungszentrum eines Rajons der Oblast und liegt 44 km südöstlich der Gebietshauptstadt Tula.

## Geschichte

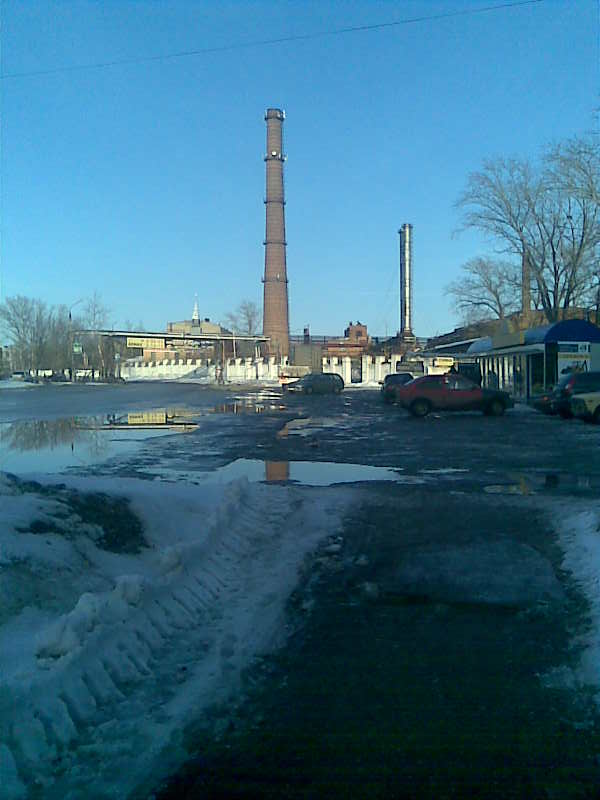
Fabrik in Uslowaja

Der Ort entstand in den 1870er-Jahren beim Bau der Eisenbahnstrecke von Sysran nach Wjasma. Am Kreuzungspunkt dieser Linie mit einer Nebenstrecke von Moskau aus (welche in den 1930ern ins Donezbecken verlängert wurde) wurde 1873 die Stationssiedlung Chruschtschowskaja (Хрущёвская) angelegt, die vier Jahre später den Namen Uslowaja – zu deutsch Knotenstation – erhielt. 1938 erhielt Uslowaja Stadtrechte, zugleich wurden in der Umgebung Braunkohlelagerstätten erschlossen.

### Bevölkerungsentwicklung
| Jahr | Einwohner |
| ---- | --------- |
| 1939 | 17.936    |
| 1959 | 53.912    |
| 1970 | 61.945    |
| 1979 | 64.752    |
| 1989 | 64.889    |
| 2002 | 59.763    |
| 2010 | 55.282    |

Anmerkung: Volkszählungsdaten

## Wirtschaft und Verkehr
In der Stadt gibt es heute einige Industriebetriebe: Eine Maschinenbaufabrik, eine Kunststofffabrik sowie Textil- und Nahrungsmittelbetriebe. Im Umland wird vor allem Landwirtschaft betrieben; der Braunkohlenabbau wurde bei Uslowaja in den 1990er-Jahren eingestellt.
Einige Kilometer westlich der Stadt verläuft die Fernstraße M4, außerdem ist Uslowaja nach wie vor Eisenbahnknotenpunkt und verfügt über einen Fernbahnhof.

## Söhne und Töchter der Stadt
- Awraami Pawlowitsch Sawenjagin (1901–1956), Metallurg und Politiker
- Soja Woskressenskaja (1907–1992), Kinderbuchautorin
- Lidija Boldyrewa (1934–1991), Volleyballnationalspielerin
- Sergei Martschenkow (* 1945), Mathematiker, Kybernetiker und Hochschullehrer
- Schamil Chissamutdinow (* 1950), Ringer